# Antipapa João VIII
João VIII foi um papa da Igreja Católica, Tendo seu papado entre os anos de 852 e 855. Pouco mais se sabe acerca dele, exceto que teria sido eleito no conclave que se seguiu à morte do Papa Leão IV.